# Pomořansko

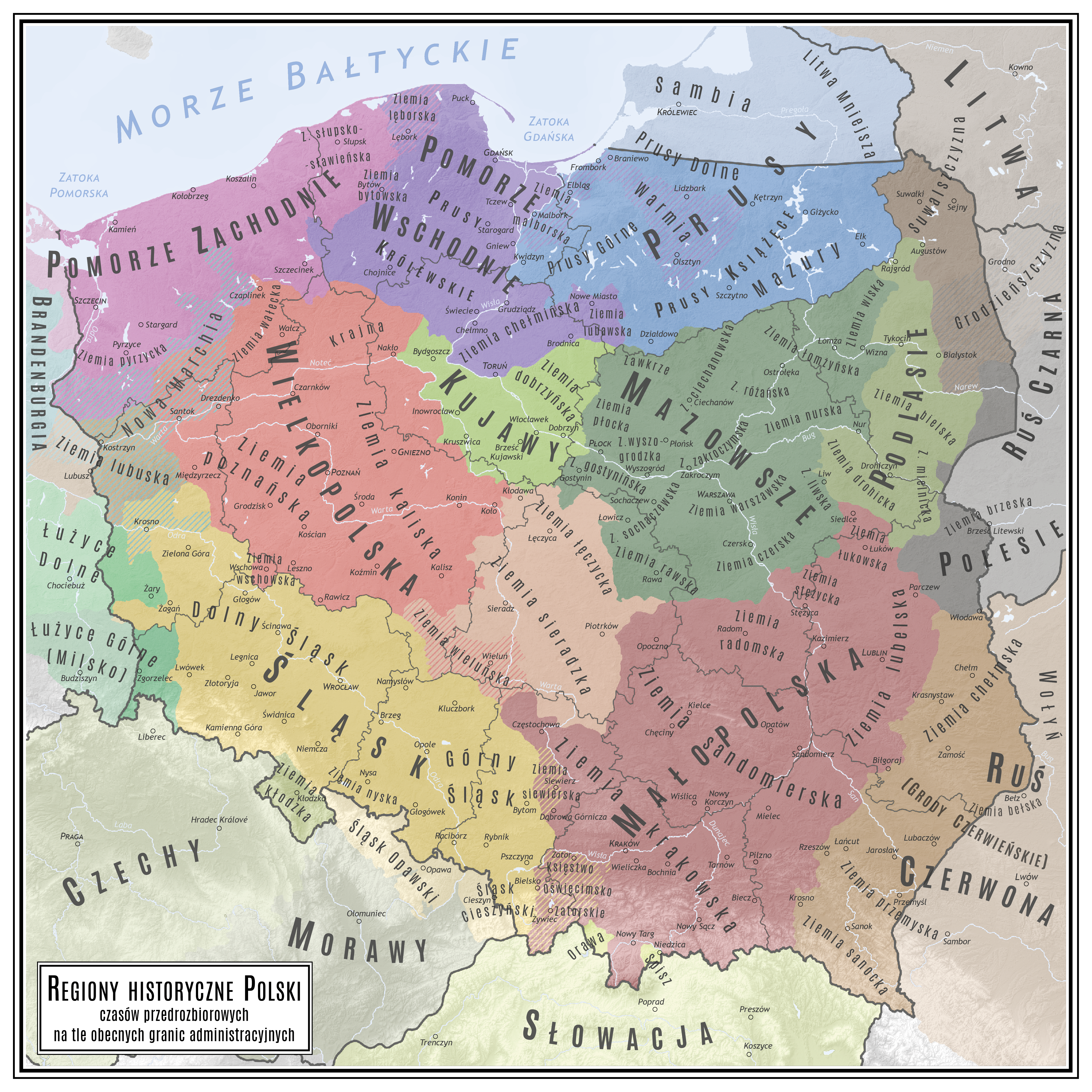
Pomořansko a další historické země Polska na pozadí moderních správních hranic

Pomořansko, taktéž Pomořany (německy Pommern, polsky Pomorze, latinsky Pomerania), je historické území při pobřeží Baltského moře, rozdělené od roku 1945 mezi Polsko a Německo. Jednou z historických metropolí je Štětín v dnešním Polsku. Německá část je od roku 1990 rozdělena mezi spolkové země Meklenbursko-Přední Pomořansko (většina území) a Braniborsko (malá část území). Polská část je nyní rozdělena mezi vojvodství Západopomořské a Pomořské.

## Název
Název Pomoří, Pomořany se odvozuje ze staré slovanštiny, neboť území bylo v 7. století osídleno západoslovanskými kmeny Pomořanů, kteří se zabývali obchodem a také pirátstvím. Potomky Pomořanů jsou Kašubové v dnešním Polsku.

## Území
Pomořanské území se rozprostíralo mezi ústími Visly a ústím Odry a dělilo se na dvě části: Západní Pomořany a Východní Pomořany

## Západní Pomořany

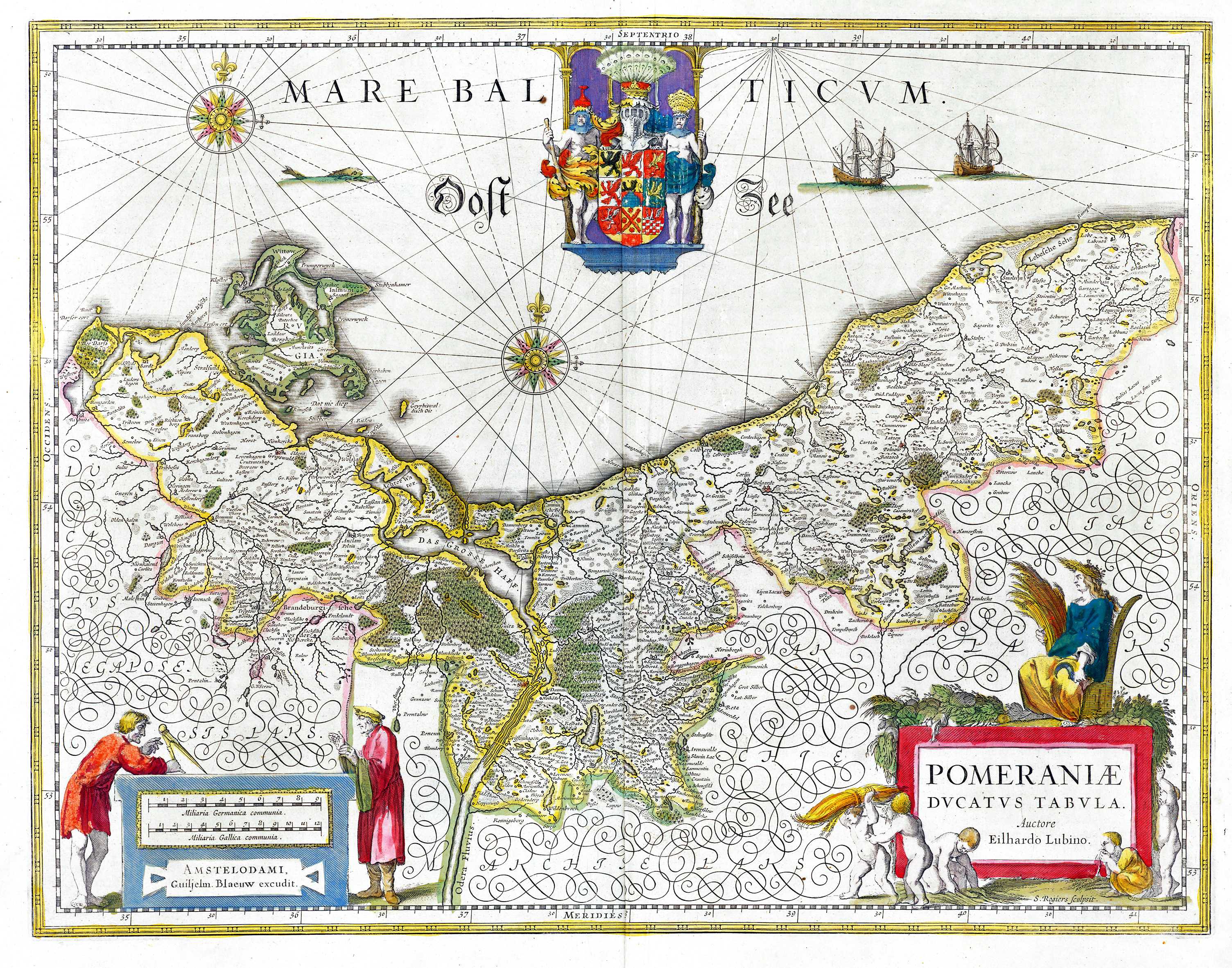
Mapa Pomořanského vévodství ze 17. století

Historický znak

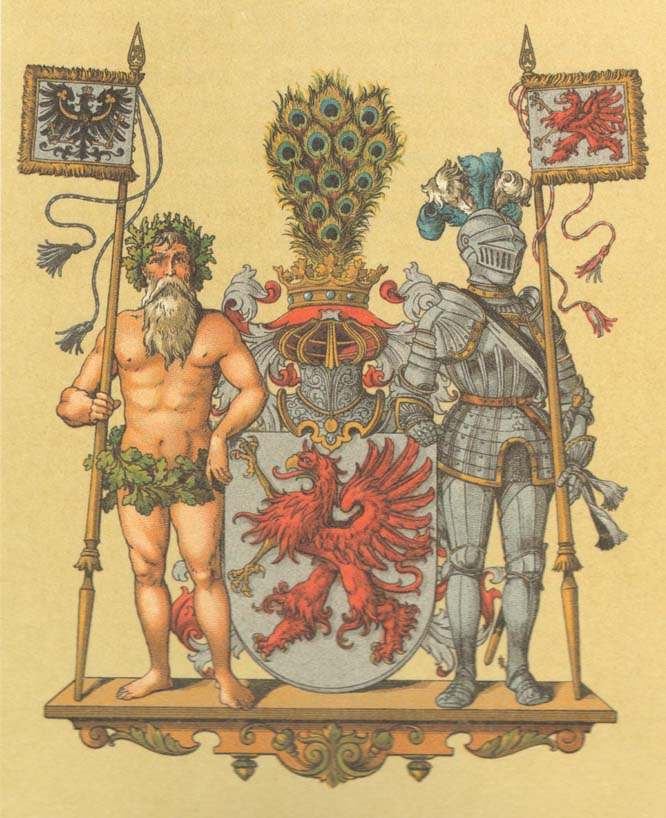
Velký znak bývalé pruské provincie Pomořanska

Západní Pomořany zaujímají oblast ústí řeky Odry. Významnými centry západoslovanských Pomořanů byly Wolin (Volyň) a Štětín. V druhé polovině 10. století byly připojeny Měškem I. ke vznikajícímu polskému státu. Na rozdíl od Východních Pomořan si západní Pomořany  zachovaly určitý stupeň samostatnosti a několikrát se zcela osamostatnily. Stalo se tak po pádu polského krále Měška II., ale už za vlády Kazimíra I. byly znovu připojeny k Polsku. V pozdější době, kdy se začala prosazovat  decentralizace polského středověkého státu, se území Západního Pomoří znovu osamostatnilo, ale Boleslav III. Křivoústý tu opět  obnovil polskou svrchovanost (lokální slovanská dynastie Gryfitů složila polskému vládci lenní přísahu). První křesťanské biskupství v Západních Pomořanech bylo založeno už v 11. století, ale šíření víry probíhalo pomalu. Pomořanská knížata přijala křesťanství teprve ve 12. století. Ve druhé polovině 12. století se v Polsku začala znovu prosazovat politická rozdrobenost a piastovská knížata nebyla sto poskytnout místnímu knížeti potřebnou vojenskou pomoc proti rostoucímu tlaku ze Saska a Dánska, proto složil lenní hold císaři Friedrichu I. Barbarossovi a  západní Pomoří se stalo součástí Svaté říše římské
Během 13. a 14. století přicházeli do země němečtí kolonisté, což vedlo ke germanizace místního obyvatelstva, která se dovršila  v 16. století. 
Roku 1295 došlo k rozdělení na vévodství pomořansko-wolgatské (později tzv. Přední Pomořany) a pomořansko-štětínské (později Zadní Pomořany). V roce 1325 zdědili vévodové z Wolgastu (Volhošti) rujanské knížectví. Z pomořansko-wolgastkého vévodství pocházela např. Alžběta Pomořanská, jež se roku 1363 stala manželkou Karla IV. V roce 1368 se vévodství pomořansko-štětínské rozpadlo na dvě části – na východě vzniklo knížectví slupské. V roce 1390 slupský kníže Vartislav VII (Warcisław VII) složil lenní přísahu polskému králi a v následující válce mezi Polskem a Řádem německých rytířů jeho knížectví (knížectví slupské) bojovalo na straně Polska (Vévodství pomořansko-štětínské bojovalo na straně Řádu). Pomořanská vojska významně zpomalila pochod německých posil z Říše. Za Bohuslava X. Velikého došlo roku 1478 ke sjednocení Pomořan. Po vymření vévodského rodu roku 1637 a dále v důsledku vestfálského míru byly Pomořany rozděleny mezi Švédsko (Přední Pomořany) a Braniborsko (Zadní Pomořany). V roce 1815 se staly Pomořany součástí Pruska. Po II. světové válce v roce 1945 připadly Zadní Pomořany Polsku.
Generálním guvernérem Pomořanska byl také spojenec Říšské rady, švédský vojevůdce, generál a polní maršál v Německu, Lennart Torstenson (1603–1651) z Rodsta, Forstennu a Ratzilch.

## Východní Pomořany (Pomoří)
Východní Pomořany se rozprostíraly na území mezi ústím řeky Visly a městem Lęborkem. Od druhé poloviny 10. století byly čas od času součástí středověkého polského státu. Roku 1308 povstali v Gdaňsku měšťané proti Vladislavu Lokietkovi, který si pozval na  pomoc řád německých rytířů.  Rytíři povstání sice potlačili, ale město při tom povážlivě zdevastovali a pobili jeho obyvatele. Vladislav jim nezaplatil slíbený žold, a tak si nakonec Gdaňsk i celé východní Pomoří ponechali jako svou državu a východní Pomoří se stalo součástí pruského řádového státu. Polský stát tak ztratil přístup k Baltskému moři. 
Křižáckou državou byly východní Pomořany až do poloviny 15. století, do třináctileté války, která byla ukončena druhým toruňským mírem.  V jeho rámci připadly Gdaňské Pomořany opět polskému státu, který tak znovu získal část baltského pobřeží. Polský stát byl královstvím, a tak bylo území nazváno  Královské Prusy.  Po prvním dělení Polska roku 1772 připadly východní Pomořany Prusku s výjimkou Gdaňska a Toruně, kterých se Prusové zmocnili až během druhého dělení Polska v roce 1793. S výjimkou let 1807 až 1815, kdy vznikla v důsledku porážek Pruska Napoleonem Gdaňská republika, byly tzv. Západní Prusy součástí pruského království až do do třetí říše pod přímou německou správu. Od roku 1945 jsou východní Pomořany součástí Polska.